# Bert Patenaude
Bertrand "Bert" Arthur Patenaude (4. listopad 1909, Fall River – 4. listopad 1974, Fall River) byl americký fotbalista. Hrával na pozici útočníka.
S fotbalovou reprezentací Spojených států získal bronzovou medaili na historicky prvním mistrovství světa roku 1930. Federací FIFA byl zařazen do all-stars týmu tohoto mistrovství. Na tomto turnaji dosáhl v zápase s Paraguayí hattricku a jde o vůbec první hattrick v historii světových šampionátů, který mu však byl uznán až dodatečně, roku 2006. Celkem za národní tým odehrál 4 utkání (z toho tři na mistrovství světa), v nichž vstřelil 6 branek.
Na klubové úrovni hrál za Fall River FC, Philadelphia Field Club, Pawtucket Rangers, Newark Americans, Fall River FC, Stix, Baer and Fuller FC a Philadelphia Nationals. Dvakrát byl nejlepším střelcem americké předválečné profesionální ligy (1931, 1939).